# Rindögatan
Rindögatan är en gata i stadsdelen Ladugårdsgärdet som sträcker sig från Erik Dahlbergsgatan i väster till Furusundsgatan i öster. Gatan ligger norr om Tessinparken. 

## Byggnader och arkitektur
Josef Frank bodde på Rindögatan 52.
| Bild | Gatunummer | Fastighetsbeteckning | Byggår | Byggherre      | Byggmästare | Arkitekt     | Kulturhistorisk klassificering | Anläggningsbeskrivning |
| ---- | ---------- | -------------------- | ------ | -------------- | ----------- | ------------ | ------------------------------ | ---------------------- |
|      | 19         | Karteschen 5         | 1938   | Johan Eriksson | Erik Brolin | Sture Frölén | Grön                           |                        |
|      | 25         | Karteschen 2         | 1938   |                |             |              | Gul                            |                        |
|      | 52         | Teaterladan 5        | 1938   |                |             |              | Grön                           |                        |